# ウェイク・アップ・デッド・マン
「ウェイク・アップ・デッド・マン」（Wake Up Dead Man)は、U2の1997年アルバム『Pop』に収録されている曲。

## 概要
元は『The Joshua Tree』のセッションで作られた曲。1986年に出版されたビル・フラナガンのインタビュー集「Written in My Soul: Conversations with Rock’s Great Songwriters」の中で、ボノは「Sun City」のレコーディングの後、ホテルに戻ってギターを手に取り、「This I’ve Got to Stop」と「Silver and Gold」という曲を作ったという話をした後、ニューアルバムのために作っている曲についてこう述べている。
現在僕は深刻な問題に直面しているんだ。僕たちは次のU2のアルバムのために曲を作っているんだけど、ロバート・ジョンソンのアルバムを買い込んでしまって、ルーツがよくわからない曲ばかりになってしまっているんだ！ U2がプレイできる曲じゃないね。タイトルは「Wake Up, Dead Man」と「Devil’s in the House Tonight」て言うんだけど、とても奇妙な曲なんだ。
その後、『Zooropa』のセッションで再び持ち出されたが、結局、アルバムには収録されなかった。が、「Hold Me, Thrill Me, Kiss Me, Kill Me」「If You Wear That Velvet Dress」と並んで『Zooropa』のジャケットにタイトルが表示されている。
そして『Pop』のセッションで再々度持ち出され、激しいゴスロック調の曲だったが、無駄を削ぎ落として今の形になった。B面曲のつもりだったが、スタジオを訪問したエディ・ヴェーダーの勧めでアルバムに収録することにした。ちなみにDead Manとは神のことで、信仰の危機を告白する曲である。コーラスの「Wake up！」の直後に入る力強いギターの音が非常に印象的。
Choeur RTBの「Besrodna Nevesta」という曲をサンプリングしている。
「Hold Me, Thrill Me, Kiss Me, Kill Me」「If God Will Send His Angels」「Last Night on Earth」「If You Wear That Velvet Dress」「Wake Up Dead Man」は『Zooropa』のアウトテイクである。

## リミックス
- UNKLE Remix (1998)

 2018年3月、元UNKLEのジェームズ・ラヴェルが自身のラジオ番組で流した。1998年にリリースされたUNKLEのファーストアルバム『Psyence Fiction』のアウトテイク。『Pop』のプロデューサー・ハウイー・Bが、1995年のUNKLEのファーストEP・『Time Has Come』の制作に関わり、またラヴェルのレーベル・the Mo’ Waxから作品をリリースしている関係で実現したリミックスのようだ。